# Amadou Diado
Amadou Ousmane Diado (* 1940 in Dalway) ist ein nigrischer Journalist.

## Leben
Amadou Diados Geburtsort Dalway ist ein Dorf in der Landgemeinde Kourteye im Westen Nigers. Diado besuchte die Grundschule in Say. Danach machte er eine Ausbildung zum Landwirtschaftsinstrukteur an der Landwirtschaftsschule in Kollo, die er 1958 abschloss. Er arbeitete in weiterer Folge fünf Jahre lang in diesem Beruf.
Diado wechselte 1963 das Metier und wurde Journalist bei den staatlichen Printmedien. Er machte in den 1960er Jahren entsprechende Ausbildungen in Tunis und Paris. Er schrieb für die staatliche Wochenzeitung Le Niger und stieg zum Chefredakteur auf. In Kommentaren für Le Niger kritisierte er Unzulänglichkeiten in der jungen Republik unter Staatspräsident Hamani Diori, beispielsweise die Wohnungsnot und die schlechte Ausstattung der heimischen Kinos. Er begrüßte die 1971 erfolgten Freilassungen und Strafmilderungen für politische Gefangene. In seinem 1972 veröffentlichten Roman Maimou, der zunächst als Fortsetzungsroman in Le Niger erschienen war, befasste er sich mit Problemen der Eheschließung, insbesondere des Brautpreises.
Unter Staatschef Seyni Kountché wurde Amadou Diado an die Botschaft Nigers in Paris geschickt. Dort wirkte er in den 1980er Jahren als für Presse und Information zuständiger Erster Sekretär. Für Kountchés Nachfolger Ali Saïbou arbeitete Diado als Berater für Kommunikationsfragen.

## Werke
- Maimou ou le drame de l’amour. Roman suivi de poèmes. Imprimerie Générale du Niger, Niamey 1972.
- Essai sur la presse écrite au Niger. Mémoire. Institut français de presse (IFP), Paris 1977.

## Ehrungen
- Offizier des Nationalordens Nigers (1992)[8]